# Ball (Kornwalia)
Ball – osada w Anglii, w Kornwalii. Leży 68 km na północny wschód od miasta Penzance i 347 km na zachód od Londynu.